# عين ديوار
عين ديوار أو  عنديور (بالكردية: Eindîwer) قرية سورية تتبع ناحية مركز المالكية في منطقة المالكية التابعة لمحافظة الحسكة. بلغ عدد سكانها 938 نسمة عام 2004. هي آخر بلدة في أقصى شمال شرق سورية، وتقع على بعد 23 كم تقريبا إلى الشمال الغربي من نقطة الحدود الثلاثية بين العراق وسورية وتركيا، وتقابل مدينة جزيرة ابن عمر على الطرف التركي من الحدود على بعد 5 كم.
تعد المنطقة نقطة جذب سياحي حيث تضم متنزهات على ضفة نهر دجلة ومقصف عين ديوار  والجسر الروماني.